# Baloncesto Málaga
Baloncesto Unicaja Málaga – hiszpański klub koszykarski z siedzibą w Maladze.
Klub powstał w 1992 z połączenia dwóch wcześniej istniejących organizacji (Caja de Ronda i Mayoral Maristas). Bardziej, niż pod oficjalną nazwą, znany jest pod logiem głównego sponsora. Obecnie Unicaja jest klubem ze ścisłej czołówki hiszpańskiej ligi, regularnie występuje w Eurolidze.
Grali w tym klubie m.in. Wálter Herrmann, Jorge Garbajosa, Tony Massenburg, Marcus Brown, Adam Wójcik, Milan Gurović, Jiří Welsch i Fran Vázquez. Obecnie zawodnikiem drużyny jest Aleksander Balcerowski.